# 2021年维基媒体基金会针对中文维基百科的行动
2021年9月13日，维基媒体基金会法务部门副总裁玛吉·丹尼斯（Maggie Dennis）发表声明，称在深入调查“中國大陸維基人用戶組”（WMC）后，因其“对维基媒体的渗透”，对中文維基百科的7名用户实施全域封锁，并除去另外12名用户的管理员权限。玛吉·丹尼斯表示沒有證據表明被全域禁制的編輯是受到中華人民共和國政府支持。
封鎖行動後，原WMC成員成立求闻百科，以回應基金會行動。支持WMC者認為基金會行動有政治傾向、且忽略中国大陆社群。

## 背景
中文維基百科是維基媒體基金會運營的線上百科全書。2015年，中文維基百科在中国大陆被封锁，但依舊有中國大陸維基人使用VPN等工具繞過封鎖（存在违法的风險），繼續編輯維基百科，活躍者數百名。尽管在中国大陆受到封锁，但中文維基百科依然是维基百科規模最大的十个语言版本之一。《立場新聞》稱，截至2021年9月，中文維基百科76名管理員中，1名來自澳門，17人來自香港，20人來自台灣，38人來自中國大陸。
中国大陆维基人用户组（Wikimedians of Mainland China，WMC）是一個成立於2017年的中文維基百科用户群，不過並未得到维基媒体基金会的承認。有匿名編輯指控中国大陆维基人用户组通過灌票干涉中文維基百科的管理員、行政員選舉。中國大陸維基人用戶組在2018年北京冬聚上發生的一次肢體衝突被指為此次基金會行動的因素，在這起事件中三名WMC成員被指對另一名成員进行武力威胁，導致被威胁者“停止編輯了一段時間”。
中文維基百科長期存在因地域觀念和政治見解不同而导致的編輯戰問題。被維基媒體基金會封禁的前管理員Techyan（閆恩銘）表示，中文維基百科上不能缺少來自中國大陸的觀點，并对维基百科当时两岸三地观点相互争取话语权的状态表示满意，认为这样可以做到符合维基百科“中立”的基础准则：「中文維基是一塊高地，你不佔領，別人就會佔領」、「文化和意識形態分歧太大了」、「當兩邊都在罵，兩邊都不滿意的時候，這就是維基百科作為中立的百科全書能達到的最佳狀態了」。自香港2019年爆發反對逃犯條例修訂草案運動以來，這種編輯戰變得越發頻繁，例如條目元朗襲擊事件在2020年8月的兩日之間產生了123次編輯，此外對立雙方還就香港示威人士到底是否是暴徒以及國家控制的媒體是否是可靠來源展開爭執。有維基百科编辑者在接受BBC採訪時形容相關編輯戰是在重寫歷史。
香港自由新聞2021年7月報道，中國大陸維基用戶“Walter Grassroot”和“城市酸儒文人挖坑”在名為「维基媒体计划编辑部」的QQ群發出舉報電話截圖，稱要向香港警務處國家安全處舉報香港維基人，后在2021年10月英國廣播公司（BBC）的報道中也出现了相关截图；Walter Grassroot在接受香港自由新聞採訪時，否認有檢舉情事，並對舉報熱線與香港的經過表示不知情。

## 各方反应
当事者中国大陆维基人用户组发表题为《丟掉幻想，準備鬥爭——中国大陆维基人用户组关于“2021年维基媒体基金会针对中文维基百科的行动”的声明》，指控维基媒体基金会以“莫須有”的理由封禁用户，稱要“鬥爭到底”。在此事件中被封禁的前管理員Techyan受訪時將此次基金會行動歸咎於香港和台湾編輯出於政治动机向基金會發起的投訴，他還指責基金會忽视了中国大陆社群，因而未能完成其保存知识的使命。《環球時報》也指控這次事件是針對中國大陸編輯的「大清洗」。香港文匯報認為基金会行動旨在嘗試消除「愛國愛港聲音」、將「天秤向維基百科內部的反中國的勢力傾斜」。
玛吉·丹尼斯在維基項目消息中心元维基就此次重大行动发布公告，承认基金会的行为很激进，但强调这次行动基于诸多考量及深入调查之后做出，并称基金会调查这起事件已接近一年。同時她向媒體表示，有編輯試圖操控條目内容以及管理員選舉，並對其他編輯造成身體上的傷害，基金會因此決定發起此次行動，不過她无意指控中華人民共和國政府。台灣維基媒體協會則表示支持此次基金會行動，描述其為「遲來的努力」。
当时还未上任的新任维基媒体基金会首席执行官Maryana Iskander在接受BBC Tech Tent节目访问时委婉地强调维基百科社群的自治，并表示：“我很早就了解到的一件事是，维基媒体基金会本身并不制定编辑政策；这些是通过社群討論进行的。”
維基百科創始人之一的吉米·威爾斯在接受英國廣播公司的採訪時，針對記者提出「限制部分中國大陸用戶訪問百科是否影響可靠與公正性時」回应道：「我同世界各地的人都有深入交流，『在中國大陸，人們被洗腦至分辨不出何謂中立』這個想法是錯的。」也表示「阻止中國大陸人表達觀點的最大障礙是中國政府，因為他們不允許人們編輯維基百科。」「有些人認為我們排斥中國，這太荒謬了。我們張開雙臂歡迎來自中國的編輯。」

## 後續事件
2021年10月7日，世界知識產權組織（WIPO）第62屆會議上，中華人民共和國以維基百科違反「一中原則」及「傳播虛假信息」為由，反對接納維基媒體基金會成為WIPO觀察員，令維基媒體基金會的申請未獲一致支持而再度失敗。某维基用户向美国之音展示了一张截图，顯示基金会申请被拒后，全域锁定的用户之一Walter Grassroot在一QQ群中稱他們通过媒体等各种渠道向中国常驻联合国日内瓦办事处和瑞士其他国际组织代表团提交了相关情況。

### 求闻百科
2021年10月，被維基媒體基金會封禁的前管理員闫恩铭（Techyan）接受英国广播公司採訪時表示，中国大陆维基人用户组（WMC）正尝试建立「中国版维基」（后命名为「求聞百科」）以回应维基媒体基金会的行动。該平台將在部分政治議題代表中华人民共和国政府觀點以供中國大陸境內人士無需VPN訪問及接受中華人民共和國政府審查，并会使用中文维基百科的部分内容。求闻百科还刊载了《何谓“中国价值观基础上的客观观点”？简谈维基式“中立”的虚伪》《求闻百科绝非维基百科的镜像》等文章，同维基百科划清界限。
求闻百科作為类似于维基百科的网络在线百科全书网站，其内容与维基百科同样以《知识共享许可协议》授權，允许他人共享与发布。與此同時，求闻百科自称“采用中国价值观基础上的客观观点”，对涉及中国的政治条目，网站立场与中国大陆的官方立场保持一致，也因为网站上的内容能够通过中国大陆的相关审查，中国大陆地區可以直接访问该网站。

## 脚注
1. ↑  针对BBC报道所提基金会称“意图推动中国大陆目标的渗透行为，已经威胁维基百科的基石”[14]（此说依据未见公布[17]），玛吉·丹尼斯在元维基就基金会做法答复提问时进一步解释说：“我确实知道我没有说这个事件威胁到我们的基础。它远没有达到那种严重的程度。正如我希望解释的那样，威胁到维基百科基础的是那些协调突破维基有关内容和实践方面合作政策的群体。”
2. ↑  其发起人包括闫恩铭等中国大陆维基人用户组成员。[24]